# Sujo (película)
Sujo es una película dramática de 2024 escrita y dirigida por Astrid Rondero y Fernanda Valadez y protagonizada por Juan Jesús Varela.Es una coproducción entre México, Estados Unidos y Francia.

## Sinopsis
La película sigue a un niño, Sujo, después de que su padre, un miembro de un cartel mexicano, es asesinado, y las luchas de crecer sin un padre y disociarse del legado empapado de sangre que hereda.

## Reparto
- Juan Jesús Varela como Sujo/Josué "El Ocho"
  - Kevin Aguilar como Sujo (niño)
- Sandra Lorenzano como Susana
- Karla Garrido como Rosalía
- Yadira Pérez como Nemesia
- Alexís Varela como Jai

## Lanzamiento
Se estrenó en el Festival de Cine de Sundance de 2024, donde ganó el Gran Premio del Jurado de Cine Dramático Mundial.

## Recepción
El crítico de cine Carlos Aguilar calificó la película con una 'A', calificándola de "compleja en significado y alcance".

## Premios y reconocimientos
- La película representó a México en los Premios Óscar y los Goya (2025).[5]